# Vrhovlje, Lukovica
Vrhovlje je naselje v Občini Lukovica.